# Pinneke Proost
Pinneke Proost is het hoofdpersonage in het boekje Het recept van Pinneke Proost, met een voorwoord van Marten Toonder. Die beschouwde het als zijnde een nooit uitgegeven jeugdzonde uit 1943, maar stemde uiteindelijk toch in met publicatie. Het verscheen 16 oktober 1995 in een oplage van 300 exemplaren.
Pinneke Proost is daarin de huiskabouter van Herman Janszoon, een 18e-eeuwse jeneverstoker uit Schiedam. Hij stookte jenever en brandewijn. Daar kwam een vreemdeling op af, die tegen vergoeding van vele florijnen een alternatief stookproces in de aanbieding had. Dat produceerde jenever, “die geurig en zacht is als vlindervleugels, eruitziet als vloeibare barnsteen en geurt als een bloeiende akker in de zomer”. Deze oplichter werd door Pinneke Proost ontmaskerd, met behulp van een kruikje Kabouter-jenever.
Deze Herman Janszoon was gemodelleerd naar Herman Janszoon, die rond 1777 een vooraanstaand ingezetene van de gemeente Schiedam was, en die dan ook een gedistingeerd voorkomen met een pruik en een elegante knevel moest krijgen.   
Het boekje moest volgens Marten Toonder "een beetje mooi uitgevoerd - en een verhaal in de vorm van een legende" worden. Het werd door zijn studiomedewerkers in de Tweede Wereldoorlog getekend, waaronder Hans G. Kresse, de latere schepper van Eric de Noorman. Getekend in opdracht van de Schiedamse distillateur Herman Jansen. Die zag het als een waardig handelsmerk voor zijn jenevermerk "Kabouter". De jenever was indertijd bekend van de slogan Drink louter Kabouter, maar het merk is niet meer in de handel. Er zijn wel advertenties voor Kabouter-jenever in het satirische verzetsblad Metro verschenen, dat tijdens en kort na de oorlog door Toonder werd gemaakt.